# Eddie Vedder
Eddie Vedder (født 23. december 1964) ( pseudonym Wess C. Addle (West Seattle) ), er frontfigur og vokalist i det amerikanske rockband Pearl Jam.
Før dette var Vedder medlem af Bad Radio fra Californien, Temple Of The Dog, Destroy, The Butts og Indian Style
Vedder spiller på guitar, ukulele, mundharpe og flere andre instrumenter. 
Udover at spille med Pearl Jam har Vedder deltaget i koncerter og pladeindspilninger for flere kendte artister, blandt andet Neil Young, Bad Religion, Fastbacks, Neil Finn, Jack Irons, Nusrat Fateh Ali Khan, Cat Power, R.E.M., Supersuckers, Mike Watt, Wellwater Conspiracy, Jack Johnson og The Who. 
Vedder har også indspillet et kendt solonummer til filmen Big Fish ved navn Man Of The Hour, og et måske endnu mere kendt soloalbum til filmen Into the Wild. Begge er indspillet med Vedder på guitar og hans dybe barytonvokal og har opnået stor succes.